# Сказание о Хочбаре
«Сказание о Хочбаре, уздене из аула Гидатль, о кази-кумухском хане, о хунзахском Нуцале и его дочери Саадат» — поэма Расула Гамзатова о храбром аварском абреке, боровшемся за свободу своего народа, но погибшем от предательства. Впервые опубликована в русском переводе Владимира Солоухина в 1975 году в сборнике Гамзатова «Сказания», впоследствии была экранизирована.

## Сюжет
Действие происходит в Дагестане времён существования Хунзахского нуцальства, Казикумухского ханства и Кумыкского шамхальства.

### Часть первая
В период дружеских отношений хунзахский Нуцал и кази-кумухский хан договорились поженить своих детей, когда те вырастут. Однако когда дети достигли возраста двадцати лет, правители уже находились в ссоре и помолвка была расторгнута. Нуцал сосватал свою дочь Саадат за сына кумыкского шамхала, однако непонятно, как можно было доставить невесту в Темир-Хан-Шуру: по пути войско хана уже готовилось уничтожить хунзахский отряд и захватить принцессу. Неожиданно к Нуцалу приходит известный своим бесстрашием абрек Хочбар из аула Гидатль: имея независимый нрав и всячески противясь попыткам хунзахцев захватить его аул, Хочбар давно стал врагом Нуцала. Однако он предлагает Нуцалу сделку: Хочбар доставит невесту жениху, однако Нуцал должен обещать, что аул Гидатль навсегда останется свободным. Нуцал соглашается. Хочбар отправляется в путь, однако вскоре его и фаэтон с невестой задерживают люди хана. Хочбара хотят казнить, однако он сначала состязается с сыном хана (несостоявшимся женихом Саадат), а затем держит речь перед джамаатом и просит кази-кумухских старейшин рассудить его и хана. Старейшины единогласно утверждают, что Хочбара надо отпустить: убить его и силой захватить невесту для ханского сына было бы низостью. Хан отпускает Хочбара и Саадат, которые продолжают путь.

### Часть вторая
Перед приездом в Темир-Хан-Шуру Саадат признаётся Хочбару, что полюбила его, и просит его увезти её как свою жену в Гидатль, а не отдавать в рабство нелюбимому жениху. Но Хочбар не может изменить своему слову. Три дня и три ночи происходит свадьба Саадат и Улана, после которой Хочбар возвращается в аул. 

### Часть третья
Через месяц после свадьбы молодожёны посещают Хунзах, и Нуцал устраивает празднество в их честь. Приглашают и Хочбара. Несмотря на то, что гонец от Саадат просит его не ехать в Хунзах, предупреждая, что Хочбара там ждёт гибель, Хочбар не желает прослыть трусом и отправляется. В Хунзахе его сразу арестовывают и готовятся казнить на костре по приказу Нуцала. Злобный сын Нуцала уничтожает саблю, винтовку и коня Хочбара. Хочбар просит перед смертью выпить рог вина, сыграть на своей скрипке и станцевать. На танец с ним неожиданно для всех выходит и Саадат. После танца Хочбар хватает сына Нуцала и прыгает с ним в огонь. Саадат бросается в пропасть с обрыва.
В эпилоге автор вспоминает любимый тост Хочбара:

Когда же рог, налив полнее,

Подносят мне, а я лишь гость,

Я повторяю, не робея,

Хочбара-гидатлинца тост.

Я говорю, поскольку спрошен,

Негромким голосом глухим:

– Пусть будет хорошо хорошим,

Пусть плохо будет всем плохим.

Пусть час рожденья проклиная,

Скрипя зубами в маете,

Все подлецы и негодяи

Умрут от болей в животе.

Пусть в сакле, в доме и в квартире

Настигнет кара подлеца,

Чтоб не осталось в целом мире

Ни труса больше, ни лжеца!

## Легенда о Хочбаре
Поэма основана на аварской легенде о Хочбаре — уздене, который боролся за независимость Гидатлинского общества, объединявшего в те годы пять сёл. Нуцал-хан, не желавший давать свободу Гидатлю, пригласил Хочбара на свадьбу своей дочери, чтобы затем казнить его, бросив в костёр. Однако Хочбар просит, чтобы ему дали возможность станцевать, и во время танца хватает двух сыновей хана и прыгает с ними в огонь.
Лев Толстой восхищался песнью о Хочбаре, которую он прочитал в «Сборнике сведений о кавказских горцах» (Вып. IV. Тифлис, 1870), и назвал её «удивительной». В 1937 году по мотивам легенды была создана первая дагестанская национальная опера «Хочбар» на музыку Готфрида Гасанова.
Расул Гамзатов посвятил данному сюжету также стихотворение «Легенда о Хочбаре» в том же сборнике «Сказания» (1975), где была опубликована поэма. Кроме того, в сборнике «Восьмистишия» в переводе Наума Гребнева есть восьмистишие «Хочбар не вымысел, не чей-то сон…».

## Экранизация
В 1984 году режиссёр Асхаб Абакаров начал съёмки фильма «Сказание о храбром Хочбаре», которые проходили в Чохе, в окрестностях Гуниба и в ауле Хотода. Художественным руководителем был Алексей Герман, сценарий написала Светлана Кармалита. В ноябре того же года Абакаров погиб в автокатастрофе, отсняв более половины картины. Фильм закончил Михаил Ордовский в 1986 году, телевизионная премьера состоялась в июле 1987 года.
Фильм в целом следует сюжету поэмы, однако имеются и отличия. Так, в фильме введён рассказчик, художник-путешественник Дон Ребо, которого нет в поэме. Также, в отличие от поэмы, в фильме Хочбар сначала похищает Саадат из Хунзаха, из-за чего её помолвка с сыном хана отменяется.